# Franz Schrotzberg

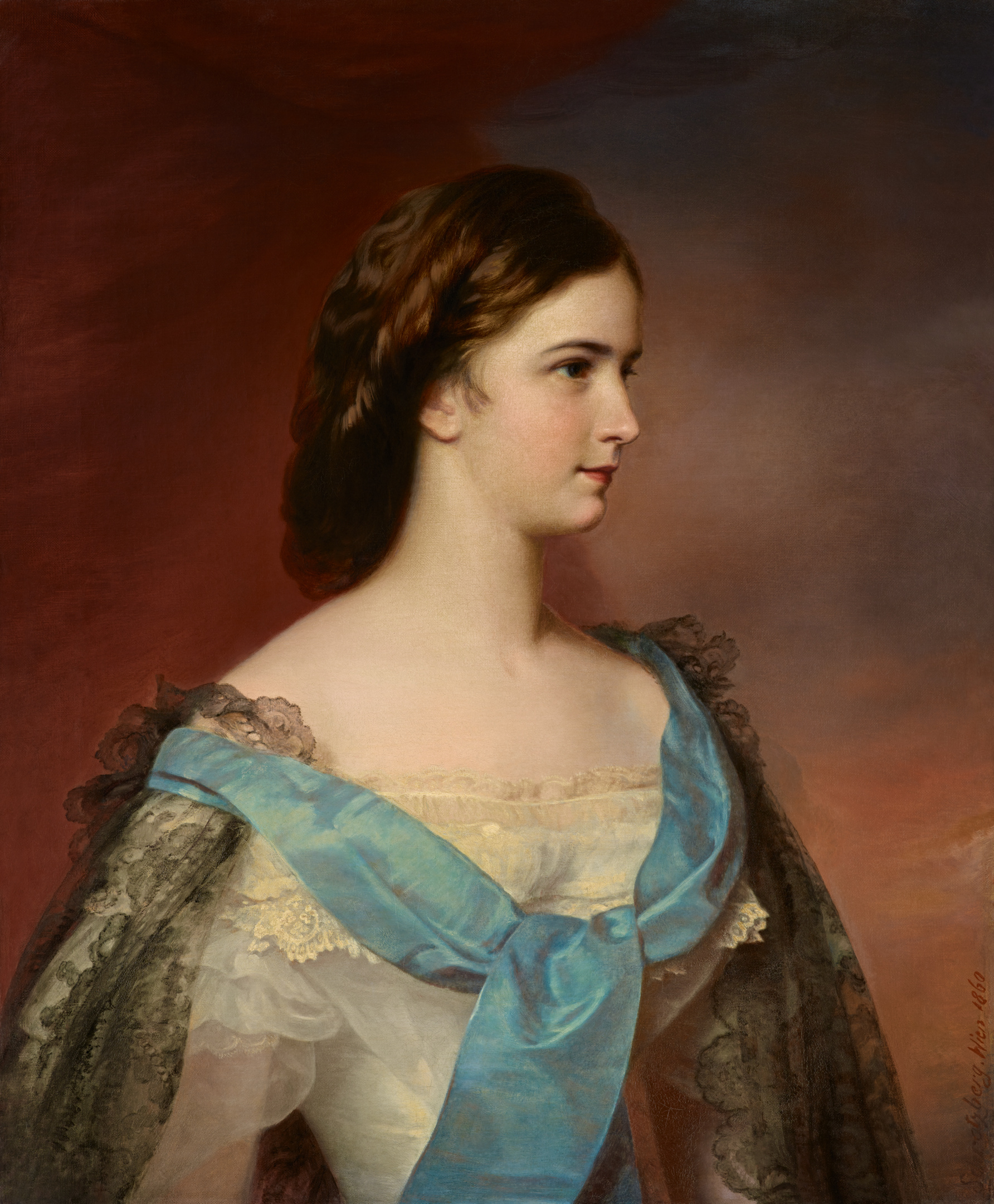
Franz Schrotzberg: Porträt der Kaiserin Elisabeth, um 1860.

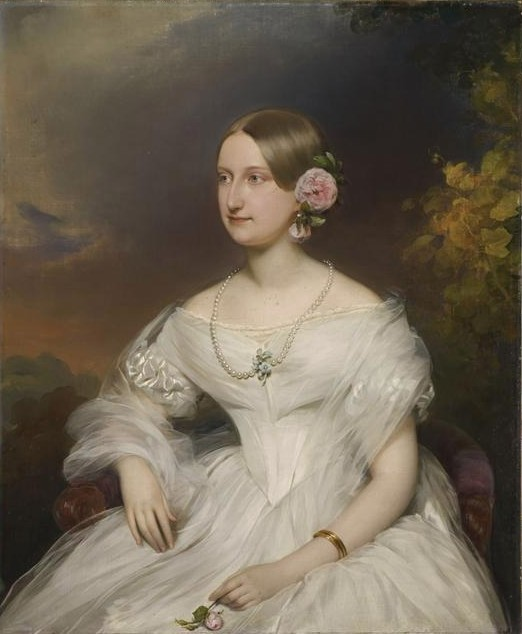
Maria Karolina Augusta von Neapel-Sizilien, Gemälde im Musée Condé, Schloss Chantilly

Franz Schrotzberg (* 2. April 1811 in Wien; † 29. Mai 1889 in Graz) war ein österreichischer Maler.

## Leben und Wirken
Schrotzberg war von 1825 bis 1831 Schüler der Wiener Akademie. 1827 erhielt er ein Stipendium, 1828 wurde er mit drei Preisen ausgezeichnet. Im Alter von 19 Jahren begann seine Freundschaft mit dem Landschaftsmaler Karl Marko, der ihn künstlerisch beeinflusste, obwohl sich Schrotzberg bald der Porträtmalerei zuwandte. Im Jahr 1832 stellte er erstmals Bildnisse und mythologische Szenen in St. Anna aus. 1837 unternahm er eine Studienreise nach Italien, 1842 besuchte er Deutschland und Belgien. Später bereiste er Oberitalien, London und Paris. Seit etwa 1840 gehörte er zu den begehrtesten Malern repräsentativer Damenporträts in Wien.
Sein opulenter Stil war auch unter seinen Zeitgenossen umstritten. So urteilte der Wiener Kunstkritiker Ludwig Hevesi 1903: „Sein Mitbewerber und Nachfolger [gemeint ist Friedrich von Amerling] in der Gunst der schönen Klientel wurde der seidenglatte Franz Schrotzberg […], ein gelinder Wiener Winterhalter, dessen Bildnisse an den Wänden aller Adels- und Bürgerpaläste hängen. Er hatte das Glück, die jugendliche Schönheit der Kaiserin Elisabeth malen zu dürfen, was ihn erst recht zum Maler der schönen Welt machte. Sein Schüler Ernst Lafite (1826–1885) setzte ihn dann fort.“
Seine Ölgemälde des Kaiserhauses und des Hochadels dienten oft als Vorlage für Porträtlithografien von Josef Kriehuber, August Prinzhofer, Adolf Dauthage und Franz Eybl. 1843 wurde er Mitglied der Akademie. 1867 wurde ihm der Franz-Joseph-Orden verliehen.
Im Jahr 1899 wurde in Wien-Leopoldstadt (2. Bezirk) die Schrotzbergstraße nach ihm benannt.
Schrotzberg war verheiratet mit Eleonore Stohl. Die Tochter Helene (* 1863) heiratete 1890 den Reformpädagogen Ludwig Gurlitt.